# Dušan Popov
Dušan Popov (Duško) bio je srpski dvostruki obavještajni agent tijekom Drugoga svjetskog rata.

## Rođenje, djetinjstvo, mladost
Rođen je 1912. godine u mjestu Titel u Austrougarskoj (današnja Srbija) u bogatoj srpskoj obitelji. Dok je bio vrlo mlad obitelj mu se preselila u Dubrovnik. Srednju školu je završio u Parizu, prvo je završio u Beogradu, a u Freiburgu je studirao postdiplomski studij. Vrlo rano je savladao francuski, njemački i engleski jezik, a stekao je i velik broj prijatelja koji su kasnije došli na visoke položaje, kako u Engleskoj i Francuskoj, tako i u nacističkoj Njemačkoj.

## Drugi svjetski rat
Već u ranom dijelu rata ponudio je svoje usluge Britancima. Regrutirali su ga kao dvostrukog agenta i preselio se u London.  Nacistima je otkrivao mnoge informacije kako bi ih držao zadovoljnima i zbunjenima te pravio pomutnju u vezi svojih djelovanja, a za svoj posao bio je vrlo dobro plaćen. Zadaci koji su mu bili povjeravani bili su od velike važnosti za Britance kako bi lakše procijenjivali neprijateljske planove i razmišljanja.
Godine 1941. nacisti su ga poslali u SAD da ondje utemelji njihovu novu mrežu. Dobio je obilje novca i jedan popis, takozvanu „listu pametnih meta“. Jedna stranica tog popisa sadržavala je podatke u vezi američkih postrojbi što su štitile luku Pearl Harbour na Havajima. Popov je kontaktirao FBI i upozorio na moguć napad, ali šef FBI-a J.E. Hoover iz nerazjašnjenih razloga nije ništa poduzeo, niti je obavijestio svoje nadređene.

## Privatni život
Dušan Popov bio je poznat kao ženskaroš – tijekom boravka u SAD-u imao je vezu s poznatom glumicom Simone Simon.
Godine 1974. izdao je svoju knjigu sjećanja „Špijun, kontrašpijun“.
Umro je 1981. godine, u mjestu Opio u Francuskoj, u dobi od 69 godina. Iza sebe je ostavio ženu i tri sina.